# Ammonsaari
Ammonsaari är en ö i Finland. Den ligger i sjön Pirttijärvi och Kaitainjärvi och i kommunen Sotkamo i den ekonomiska regionen  Kajana ekonomiska region  och landskapet Kajanaland, i den centrala delen av landet, 500 km norr om huvudstaden Helsingfors. Öns area är 15,5 hektar och dess största längd är 0,6 kilometer i sydöst-nordvästlig riktning.